# 小行星10143
小行星10143 （10143 Kamogawa、鴨川）是由日本天文學家杉江淳於1994年1月8日在滋賀縣犬上郡多賀町的Dynic Astronomical Observatory發現的小行星。位於小行星帶。以流於京都市的鴨川來命名。

## 外部連結
- Small-Body Database Browser on 10143 Kamogawa （页面存档备份，存于）（英文）
- 小行星 Kamogawa 誕生！ （页面存档备份，存于）　（日語）